# Frank Freshwaters
Frank Freshwaters (Akron, Ohio, 18 de abril de 1936) es un expresidiario y exfugitivo estadounidense. Freshwaters nació y se crio en Ohio, donde fue arrestado en 1957 por atropellar y matar con su vehículo a Eugene Flynt. Tras declararse culpable de homicidio preterintencional, cumplió una breve condena en el Reformatorio Estatal de Ohio y después fue transferido a un campo correccional, del que acabó fugándose en 1959. Posteriormente, Freshwaters vivió con una identidad falsa y buscó empleo como camionero. En 1975 estuvo al borde de ser extraditado de Virginia Occidental a Ohio, pero el entonces gobernador de Virginia Occidental, Arch A. Moore Jr., rechazó su extradición debido a la buena reputación que Freshwaters había adquirido. Finalmente, fue recapturado en 2015 en Florida y excarcelado por buena conducta en 2016.

## Biografía

### Primera condena y vida como prófugo
Frank Freshwaters nació el 18 de abril de 1936 en Akron, Ohio. En julio de 1957 atropelló y mató en Akron a un militar veterano, Eugene Flynt, cuando iba conduciendo su vehículo personal a una velocidad superior a la permitida. Ante el tribunal, Freshwaters se declaró culpable de un delito de homicidio preterintencional, por el que recibió una sentencia de entre 1 y 20 años de prisión. Al cabo de poco tiempo, el juez suspendió su condena y le impuso 5 años de libertad condicional. Tras incumplir los términos de su libertad condicional en 1959, fue sentenciado de nuevo a 20 años de prisión en el Reformatorio Estatal de Ohio, en Mansfield. Gracias a su buen comportamiento en prisión, Freshwaters logró ganarse la confianza de los funcionarios, motivo por el que lo trasladaron al campo correccional de Sandusky, en el municipio de Perkins, para cumplir allí el resto de su condena en condiciones menos severas. Sin embargo, se fugó del campo en septiembre de 1959; las autoridades nunca han revelado los pormenores de su fuga.
Tras fugarse, Freshwaters asumió una identidad falsa y buscó empleo como camionero y conductor de una biblioteca ambulante. Inicialmente viajó a Florida, donde obtuvo una tarjeta de la Seguridad Social con el alias de William Harold Cox. Posteriormente regresó al norte de Estados Unidos y se asentó en Hurricane, Virginia Occidental, donde trabajó como camionero para Hennis Trucking y Chemical Leaman Tank Lines. En octubre de 1975, fue arrestado en Charleston (Virginia Occidental) por una orden de detención de Ohio, después de que las autoridades descubrieran su verdadera identidad. No obstante, gran parte de la comunidad local respetaba y apreciaba a Freshwaters, quien por aquellas fechas había aprendido a tocar la guitarra y desarrollado una gran afinidad por la música country. Pese a los antecedentes penales de Freshwaters, el entonces gobernador de Virginia Occidental, Arch A. Moore Jr., se negó a extraditarlo a Ohio; en una carta oficial, elogió su «conducta impecable» durante 16 años como prófugo. Por consiguiente, Freshwaters fue puesto en libertad y volvió a ocultarse. En 1986 se mudó a la zona de Melbourne, Florida, donde residió bajo el ya mencionado alias de William Harold Cox, acompañado de uno de sus hijos.
Cuando fue finalmente recapturado en 2015, Freshwaters vivía en una casa remolque en una finca pantanosa, propiedad de los padres del entonces senador de Florida Thad Altman. Según J. D. Gallop, de Florida Today, Freshwaters trabajaba como cuidador de la finca, en la que llevaba una vida reservada, pescando ocasionalmente y ahuyentando a posibles intrusos.

### Última detención y excarcelación
A principios de 2015, el Servicio de Alguaciles de Estados Unidos estableció una unidad de casos sin resolver en el norte de Ohio, la cual reanudó la búsqueda activa de Freshwaters. Los investigadores determinaron que este podría estar escondido en las inmediaciones de Melbourne y se personaron en su domicilio el 4 de mayo de 2015. Tras mostrarle una fotografía suya de 1959, los agentes de la ley le preguntaron si había visto a ese individuo, a lo que Freshwaters respondió que no lo había visto en mucho tiempo. Con todo, no tardó en confesar su verdadera identidad y fue arrestado sin incidentes. En el momento de su detención, Freshwaters era el delincuente que más tiempo había estado en busca y captura por el Servicio de Alguaciles de Estados Unidos.
Seguidamente, fue extraditado a Ohio y cumplió condena en el Departamento de Rehabilitación y Correccionales de Ohio. Más de 2000 personas de media docena de estados apoyaron a Freshwaters, enviando cartas a la junta de libertad condicional de Ohio para que lo liberasen. El 25 de febrero de 2016, la Autoridad de Libertad Condicional para Adultos de Ohio votó a favor de excarcelar a Freshwaters, después de que su abogado argumentara que no había causado ningún daño mientras estuvo fugado de la justicia. Como resultado, se le concedió la libertad condicional con cinco años de supervisión, efectiva a partir del 15 de junio de 2016.

## En la cultura popular
Debido a las similitudes entre su caso y el argumento de la película de 1994 The Shawshank Redemption, la prensa apodó a Freshwaters «el Prisionero de Shawshank» en alusión a Andy Dufresne, el personaje protagonista de la citada película. En el filme, Dufresne se fuga de prisión tras ser condenado injustamente a cadena perpetua, por un homicidio que este, a diferencia de Freshwaters, no había cometido.